# Mary Aikenhead

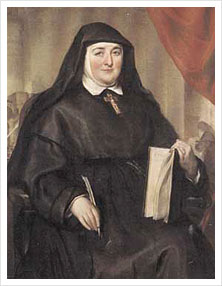
Mutter Mary Augustine

Mutter Mary Augustine Aikenhead (* 19. Januar 1787 in Cork, Königreich Irland als Frances Aikenhead; † 22. Juli 1858 in Dublin, Irland, Vereinigtes Königreich Großbritannien und Irland) war eine irische Ordensfrau und Ordensgründerin der römisch-katholischen Gemeinschaft Religious Sisters of Charity.

## Leben

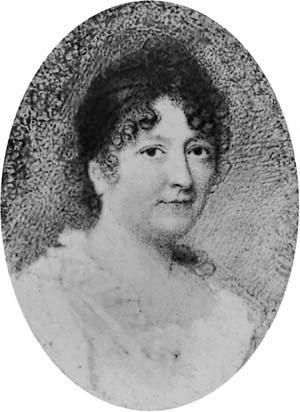
Mary Aikenhead, 1807

Frances Aikenhead wurde als Tochter des David Aikenhead und der Mary Aikenhead, geborene Stackpole, geboren. Der Vater war Apotheker und gehörte der anglikanischen Kirche an. Dessen Vater war schottischer Gentleman, der sich nach dem Ausscheiden aus dem Militärdienst in Cork niederließ und Anne Wight aus Limerick heiratete. Die Mutter entstammte einer römisch-katholischen Aristokratenfamilie. Frances Aikenhead wurde anglikanisch getauft. Sie war die älteste von insgesamt vier Kindern. Frances Aikenhead war ein gebrechliches Kind, das an Asthma bronchiale litt. Deshalb wuchs sie zunächst in einem Haus am Stadtrand bei einer Pflegemutter auf, Mary Rourke, einer frommen Katholikin. Man nimmt an, dass Mary schon in diesem frühen Alter heimlich von Mary Rourke als Katholikin getauft wurde. Die Eltern besuchten sie jede Woche. Nachdem ihr Vater in den Ruhestand gegangen war, wurde er krank und wurde in die römisch-katholische Kirche aufgenommen, bevor er am 15. Dezember 1801 starb. Sechs Monate später, im Alter von fünfzehn Jahren, wurde Mary am 6. Juni 1802 als römisch-katholische Frau getauft.
1808 ging Aikenhead zu ihrer Freundin Anne O’Brian nach Dublin und erlebte dort Arbeitslosigkeit, Armut und Krankheit. Sie begleitete die Freundin bei Krankenbesuchen. 1812 wurde Aikenhead Novizin im „Kloster des Instituts der Heiligen Jungfrau“ in Micklegate (York). Hier erhielt sie den Namen „Schwester Mary Augustine“. Am 1. September 1815 gründete Schwester Mary Augustine die Ordensgemeinschaft der „Irish Sisters of Charity“ („Religiöse Schwestern der Nächstenliebe“). Zu den traditionellen drei Gelübden – Armut, Keuschheit und Gehorsam – kam ein viertes Gelübde: ihr Leben dem Dienst an den Armen zu widmen. Sie wurde erste Generaloberin des Ordens. Die Ordensfrauen versorgten Kranke und Arme, zudem wurden sie in der Hospizarbeit aktiv. Zu der Zeit, als Aikenhead ihre Kongregation gründete, gab es in Irland nur einhundert Ordensfrauen, allesamt kontemplative Klausuren. Schwester Mary Augustine war Initiatorin einer katholischen Schulgründung für arme Kinder in der Gardiner Street in Dublin. 1834 gründete sie, gemeinsam mit Erzbischof Daniel Murray, das „St. Vincent’s Hospital Dublin“. 1838 entsandte sie die ersten Schwestern nach Australien. Schwester Mary Augustine liegt auf dem „Friedhof St. Mary Magdalen“ in Donnybrook (Dublin) begraben.

### Seligsprechungsprozess
Aikenheads geistliche Schriften wurden am 8. Mai 1918 von Theologen anerkannt. Ihr Fall wurde am 20. März 1921 offiziell eröffnet und ihr der Titel Dienerin Gottes verliehen. Am 18. März 2015 wurde ein Dekret erlassen, in dem ihre heroischen Tugenden verkündet wurden. Dies berechtigt sie, als Ehrwürdige Mary Aikenhead bezeichnet zu werden.

## Veröffentlichungen
- Mary Aikenhead (posthum 1914): Letters of Mary Aikenhead. Dublin: M. H. Gill

## Ehrung
- 1958: Gedenkbriefmarke der irischen Post zum 100. Todestag